# Frank Longman
Frank Augustus Longman (ca. 1894 - Ramsey, 14 juni 1933) was een Brits motorcoureur. Hij werd twee keer Europees kampioen en won de Isle of Man TT een keer.

## Carrière
Frank Longman debuteerde in 1921 in de TT van Man met een 350cc-Wooler, waarmee hij slechts 34e werd. In 1923 werd hij met AJS zesde in de TT van Man, en won hij de GP van de UMF in Tours. In 1924 won hij de GP van de UMF in Lyon. In 1925 werd hij achter Howard Davies tweede in de Senior TT. In 1926 werd hij achter Stanley Woods en Wal Handley derde in de Senior TT. In juli werd hij op het Circuit Spa-Francorchamps Europees kampioen in de 350cc-klasse. In 1927 gebruikte hij voor de 350cc-klasse een Velocette KSS Mk I en voor de 500cc-klasse een Rudge Ulster, maar in de TT van Man viel hij in beide klassen uit. In de Europese 350cc-kampioenschapsrace op de Nürburgring werd hij achter Jimmie Simpson tweede. Hij won de Grand Prix van de UMF. In 1928 won hij met een OK Supreme de Lightweight TT en met een Velocette de 350cc-race van de Ulster Grand Prix. In 1929 werd hij derde in de Lightweight TT achter Syd Crabtree en Kenneth Twemlow. Hij won de 250cc-race van de Ulster Grand Prix. In oktober werd hij in L'Ametlla del Vallès Europees kampioen 250 cc.
Na dit jaar werden de successen van Frank Longman minder. Op 14 juni 1933 verongelukte hij tijdens de Lightweight TT bij Glentramman, vlak voor de stad Ramsey. 

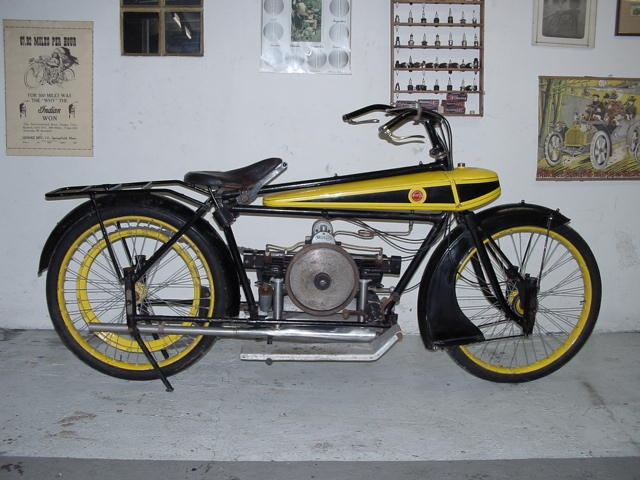
De "Flying Banana" van Wooler kreeg haar bijnaam van Frank Longman.

## Isle of Man TT resultaten
| Jaar | Klasse         | Motorfiets          | Plaats |                                             | Winnaar |
| ---- | -------------- | ------------------- | ------ | ------------------------------------------- | ------- |
| 1921 | Junior TT      | Wooler 350cc-IOE    | 34e    | Eric Williams, AJS                          |         |
| 1922 | Junior TT      | AJS                 | DNF    | Tom Sheard, AJS                             |         |
| 1923 | Junior TT      | AJS                 | 6e     | Stanley Woods, Cotton                       |         |
| 1923 | Senior TT      | Indian              | DNF    | Tom Sheard, Douglas RA 23                   |         |
| 1923 | Sidecar TT     | Scott               | 10e    | Freddie Dixon / Walter Denny, Douglas RA 23 |         |
| 1924 | Junior TT      | AJS                 | DNF    | Kenneth Twemlow, New Imperial               |         |
| 1924 | Senior TT      | AJS                 | 8e     | Alec Bennett, Norton                        |         |
| 1925 | Junior TT      | AJS                 | DNF    | Wal Handley, Rex-ACME                       |         |
| 1925 | Senior TT      | AJS                 | 2e     | Howard R. Davies, HRD                       |         |
| 1925 | Sidecar TT     | AJS                 | 4e     | Len Parker / Ken Horstman, Douglas          |         |
| 1926 | Junior TT      | AJS                 | 8e     | Alec Bennett, Velocette KSS Mk I            |         |
| 1926 | Senior TT      | AJS                 | 3e     | Stanley Woods, Norton                       |         |
| 1927 | Junior TT      | Velocette           | DNF    | Freddie Dixon, HRD                          |         |
| 1927 | Senior TT      | Rudge               | DNF    | Alec Bennett, Norton                        |         |
| 1928 | Lightweight TT | OK Supreme          | 1e     | Frank Longman, OK Supreme                   |         |
| 1928 | Junior TT      | New Hudson          | DNF    | Alec Bennett, Velocette KSS Mk I            |         |
| 1928 | Senior TT      | New Hudson          | 14e    | Charlie Dodson, Sunbeam                     |         |
| 1929 | Lightweight TT | OK Supreme          | 3e     | Syd Crabtree, Excelsior                     |         |
| 1929 | Junior TT      | AJS                 | DNF    | Freddie Hicks, Velocette KTT Mk I           |         |
| 1929 | Senior TT      | AJS                 | 16e    | Charlie Dodson, Norton CS1                  |         |
| 1930 | Lightweight TT | OK Supreme          | DNF    | Jimmie Guthrie, AJS                         |         |
| 1930 | Junior TT      | Excelsior           | DNF    | Henry Tyrell-Smith, Rudge                   |         |
| 1930 | Senior TT      | OK Supreme          | DNF    | Wal Handley, Rudge                          |         |
| 1931 | Lightweight TT | OK Supreme          | 5e     | Graham Walker, Rudge                        |         |
| 1931 | Junior TT      | Velocette KTT Mk II | DNF    | Percy "Tim" Hunt, Norton CJ1                |         |
| 1932 | Lightweight TT | Excelsior           | DNF    | Leo Davenport, New Imperial                 |         |
| 1932 | Junior TT      | Excelsior           | DNF    | Stanley Woods, Norton CJ1                   |         |
| 1932 | Senior TT      | Douglas             | 15e    | Stanley Woods, Norton CS1                   |         |
| 1933 | Lightweight TT | Excelsior           | DNF    | Syd Gleave, Excelsior                       |         |